# Стевенс, Альфред
Альфред Эмиль-Леопольд Стевенс (фр. Alfred Emile-Léopold Stevens; 11 марта 1823, Брюссель — 29 августа 1906, Париж) — бельгийский художник академического направления.

## Биография
Альфред Эмиль-Леопольд Стевенс в своё время был очень знаменит. Хотя он родился в Бельгии, его считают французским художником. Он родился в семье французского офицера, служившего в штабе герцога Оранского в битве при Ватерлоо. Вероятно, от него, страстного коллекционера картин, и унаследовал Альфред увлечение живописью. Именно отец определил Альфреда в брюссельскую мастерскую Франсуа-Жозефа Навеза, который считался неплохим художником. Основная заслуга Навеза состояла в стремлении привить ученикам чувство единения с природой. Он постоянно повторял им: «Взгляните на природу. Она научит вас всему, что вам нужно знать в самом начале».
В 1844 году известному французскому художнику того времени Камилю Рокплану, который часто бывал в Брюсселе, показали несколько работ Альфреда Стевенса, после чего Рокплан убедил его переехать в Париж и поступить в Школу изящных искусств. Однако после непродолжительной учёбы Стевенс вернулся в Брюссель.
Его первая картина, созданная в Брюсселе, и в настоящее время находящаяся в Музее истории Гамбурга, называлась «Раненый солдат». Камиль Рокплан при очередном визите в Брюссель увидел это полотно и сказал Стевенсу: «Вернись в Париж, твое место рядом с мастерами». Стевенс послушался и начал работать в парижской мастерской своего друга Флорана Виллемса.
Одной из первых картин, привлекших внимание критиков, стало полотно «Молодая девушка читает». Для Стевенса наступило время процветания: все его картины успешно продавались и его заслугой является то, что, несмотря на искушение деньгами, он не превратился в ремесленника от живописи и продолжал творить.
Жюри парижского Салона 1861 года отметило картину Стевенса «Радости жизни», но не присудило ему медаль, поскольку это была жанровая сцена. Стевенс, как писали современники, ответил: «Оставляю вас с вашей медалью, а жанр — это мое дело». Жанровые сцены он, действительно, писал всю жизнь, однако выбирал другие сюжеты.
Альфред Эмиль-Леопольд Стевенс был художником одной темы: он писал светских женщин, преимущественно парижанок. Это портреты или жанровые сцены; притом героини — всегда молодые и модно одетые дамы; иногда с собачкой, реже — с ребёнком.
В ранних работах Стевенса чувствуется влияние историзма, затем художник посвящает себя почти исключительно жанровой живописи. Своими работами, посвящёнными яркой парижской жизни, Стевенс завоёвывает большую популярность и положительные рецензии в печати. Особенно ему удавались изображения красивых женщин, молодых людей; в то же время иногда писал и пейзажи, аллегорические полотна. Увлекался японизмом.

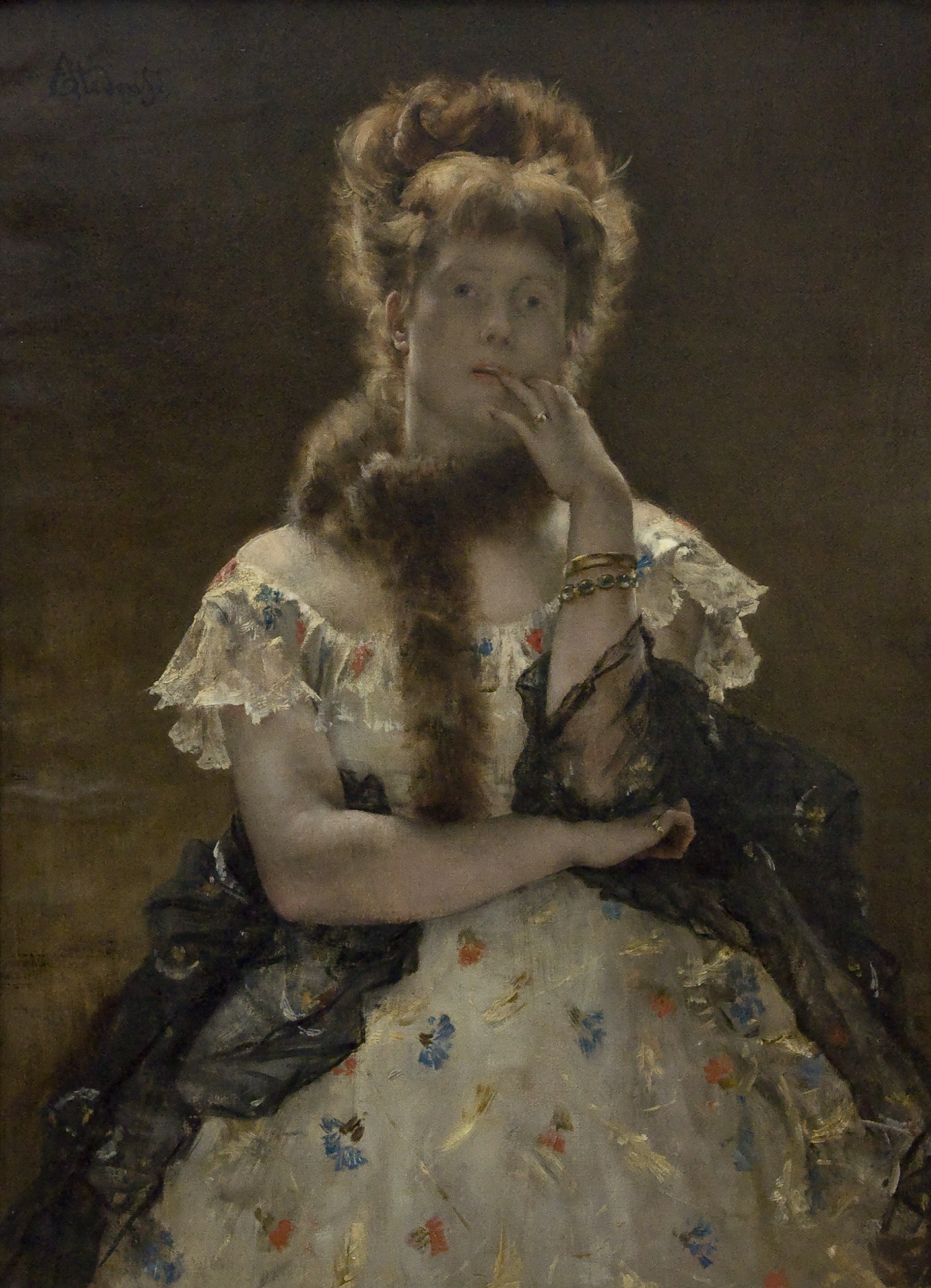
Парижский сфинкс. 1867

Стевенсу неоднократно позировала известная натурщица Викторин Меран — мы знаем её по полотнам Мане. Особенно хороша она на картине Стевенса «Парижский сфинкс» — одна из наиболее одухотворенных его работ.
Его работы становились все более популярными и в 1867 году художник стал кавалером Ордена Почётного легиона.
Участник многих международных выставок — в Антверпене (1855), Париже (1878, 1889), Брюсселе (1880). После возвращения на родину выполнял заказы бельгийского короля Леопольда II. Кавалер французского Ордена Почётного легиона (1867).
В 1900 году в Париже состоялась его прижизненная персональная выставка, по тем временам совершенно неслыханное событие. Популярность Альфреда Стевенса отражает и художественный рынок: в 1902 году на аукционе полотно Брейгеля Старшего «Перепись в Вифлееме» было продано за 9200 франков, а картина Стевенса «Радости жизни» («Tous les Bonheurs», 1881) ушла за 25 тыс. франков. Прожил в Париже много лет, вернувшись на родину за несколько лет перед смертью.
Брат Альфреда, Жозеф Стевенс, был известным бельгийским художником-анималистом.